# История на Съветския съюз
След като приключва гражданската война в Съветска Русия и останалите части от бившата Руска империя със съветска форма на управление (без Финландия), на 30 декември 1922 г. е подписан Съюзен договор за учредяване на Съюз на съветските социалистически републики (СССР, Съветски съюз, Съвети), обединяващ тогавашните съветски републики:
- Руска съветска федеративна социалистическа република (РСФСР),
- Украинска съветска социалистическа република (УССР),
- Белоруска съветска социалистическа република (БССР) и
- Закавказка съветска федеративна социалистическа република (ЗСФСР).

Утвърдени са знамето и герба на СССР.
С решение на страните учредителки (без ЗСФСР, разпусната десетилетия по-рано) СССР се разпада на 26 декември 1991 г.

## СССР (1922 – 1953)

### Колективизация и индустриализация
Колективизацията е осъществена между 1928 и 1940 г. Процесът започва по време на първата петилетка и е част от нея. Политиката има за цел да интегрира индивидуалните земеделски стопанства в номинално колективни или направо в държавни стопанства: съответно колхози и совхози. Съветското ръководство се надява, че с това незабавно ще увеличи снабдяването с храни на градското население, доставките на суровини за преработвателната промишленост и подсигури износа на селскостопански продукти чрез наложени от държавата квоти. Плановиците разглеждат колективизацията като решение на кризата с доставка и разпределение на селскостопанските продукти (главно в доставките на зърно), която се развива след 1927 г. Този проблем става още по-остър, тъй като Съветският съюз продължава амбициозната си програма за индустриализация, а за изпълнението и са необходими повече храни, за да се задоволи търсенето в градовете.
През октомври 1929 г. приблизително 7,5% от селските домакинства са включени в колективни стопанства, а до февруари 1930 г. са колективизирани 52,7%. По време на годините на колективизация на няколко пъти настъпват периоди на глад, както и на съпротива на селяните срещу колективизацията. Тя се изразява в протести и въоръжени бунтове сред селяните срещу съветския режим.

### Външна политика
От основаването си през 1922 г. Съветският съюз изпада в международна изолация. Заради комунистическия характер на новата държава тя е мразена от повечето страни не само в Европа, но и в другите развити страни. На съветската власт (на работници и селяни) се гледа с недоверие от елитите в света.
Пробив в тази изолация се оказват присъединяването на Съветите към пакта Келог-Бриан и влизането в Обществото на народите.

### Велика Отечествена война
На 22 юни 1941 г. Съветският съюз е нападнат от Нацистка Германия. До септември германците покоряват почти цяла Украйна, Прибалтийските републики, Беларус, Молдова и са на прага на столицата Москва. Тогава обаче СССР предприема контранастъпление и отблъсква врага на около 350 километра от града до декември 1941 г. Това е първият сериозен неуспех на Хитлер на Източния фронт. През лятото на следващата 1942 г. германците настъпват към Кавказ и Каспийско море, през ноември стигат до Сталинград, където обаче претърпяват грандиозно поражение.
Окончателно инициативата преминава в съветски ръце след битката при Курск през лятото на 1943 г. Оттам нататък съветските войски печелят и напредват на запад, към границите на Райха. През 1944 г. Червената армия навлиза в много източноевропейски държави, включително и в България. В началото на април 1945 г. започва заключителната Берлинска операция, в хода на която Хитлер се самоубива, а германската столица пада на 2 май 1945 г. и на 8 май е подписана капитулацията на Германия.
Претърпял толкова много загуби, СССР излиза победител от войната. През юни се състои първият Парад на победата. Триумфът на Съветския съюз е пълен, след като е разгромена и Япония. Това увеличава многократно престижа му. Още в хода на войната са наложени социалистически режими в много страни от Източна Европа.

## СССР (1953 – 1991)

### Хрушчов на власт
На 5 март 1953 г. умира диктаторът Сталин. След неговата смърт за кратко начело на държавата е Георгий Маленков. Той обаче е отстранен от Никита Хрушчов още същата година. В ГДР през 1953 г. избухва въстание, което е потушено. На Двадесетия конгрес на КПСС през 1956 г. е развенчан култът кум личността на Сталин, а някои негови съратници са изключени от партията. Тази десталинизация разваля отношенията на СССР с Китай и настъпва Съветско-китайският разкол. Към азиатците се присъединяват Албания и Югославия.
Във вътрешната политика управлението на Хрушчов се характеризира с известна демократизация на страната. Във външната политика той затопля отношенията си със САЩ. Между него и президента Кенеди се открива „горещ телефон“. 2 събития обаче охлаждат отношенията между двете страни – изграждането на Берлинската стена (1961) и Карибската криза (1962). Няколко години преди това Съветският съюз потушава Унгарската революция (1956). СССР печели и надпреварата за първо изпращане на спътник (1957) и човек (1961) в Космоса.
Хрушчов е свален от власт през 1964 г. и начело на страната застава Леонид Брежнев.